# Hybanthus debilissimus
Hybanthus debilissimus är en violväxtart som beskrevs av F. Müll.. Hybanthus debilissimus ingår i släktet Hybanthus och familjen violväxter. Inga underarter finns listade i Catalogue of Life.